# Agaróza

Podjednotka agarózy, strukturní vzorec

Agaróza je polysacharid tvořený střídajícími se galaktózovými a 3,6-anhydrogalaktózovými podjednotkami. Je teoreticky zcela nenabitá, nicméně může obsahovat příměsi nabitých sulfátových či pyruvátových skupin. Našla celou řadu praktických uplatnění v laboratorní praxi, vytváří síťovitý materiál, v němž může být realizována elektroforéza, imunodifuze, gelová filtrace či afinitní chromatografie.
Agaróza je (spolu s agaropektinem) součástí surového materiálu, tzv. agaru, který se získává z mořských řas.